# Janovice (Kobyly)
Janovice (německy Janowitz) je osada, část obce Kobyly v okrese Liberec. Nachází se asi 2,5 kilometru severozápadně od Kobyl. Prochází zde silnice II/277. Janovice leží v katastrálním území Podhora u Pěnčína o výměře 0,8 km².

## Historie
První písemná zmínka o vesnici pochází z roku 1547.